# Catanyol
Catanyol és un mot creuat format per fragments de les paraules «català» i «espanyol», emprat en sentit pejoratiu per a referir-se a la varietat mestissa de la llengua catalana, tant oral com escrita, fruit de la forta influència del castellà dins dels territoris de parla catalana que n'incorpora tant el seu lèxic com les construccions gramaticals, així com una manifestació de la situació regressiva del català com a llengua minoritzada. Al País Valencià i a Mallorca hi ha, respectivament, els termes anàlegs castencià (a partir de «castellà» i «valencià») i castellorquí (de «castellà» i «mallorquí»).
Cal no confondre'l amb l'anomenat catañol (en castellà), que es refereix a, precisament, el contrari, és a dir, a la parla castellana que s'apropia de paraules del català.
Baldament hi ha autors que valoren l'existència del catanyol com un fenomen sociolingüísticament positiu quan té el seu origen en els castellanoparlants que s'incorporen al català en l'edat adulta, no ho és pas quan es refereix al fet que el jovent català i els mitjans de comunicació en facin ús, ja que això pot fer, a llarg termini, que aquesta situació s'acabi acceptant com a «normal» i que el català esdevingui una mena de calc o dialecte de la llengua castellana.
Segons el filòleg Pau Vidal, el catanyol provocaria «un efecte o bé de certa comicitat (com si fos la imitació d'un mal aprenent de català, en la línia de l'humor barroer dels anys 1960 i 1970) o bé denota la incapacitat del parlant d'expressar-se correctament».